# Ian Holloway
Ian Scott Holloway (Kingswood, 12 de março de 1963) é um ex-futebolista e treinador de futebol inglês. Atualmente encontra-se como treinador do Queens Park Rangers.

## Carreira de jogador
Como atleta, Holloway era meio-campista. Profissionalizou-se em março de 1981, no  Bristol Rovers, clube onde obteve mais destaque. Em sua primeira passagem, foram 111 partidas e 14 gols marcados. As boas atuações renderam a Holloway uma transferência para o Wimbledon em 1985. Em uma temporada pela equipe auriazul da região sudoeste de Londres, foram 19 partidas e 2 gols.
Holloway ainda teve outra rápida passagem, agora pelo Brentford, entre 1986 e 1987, com 30 jogos disputados. Em janeiro de 1987, foi emprestado ao Torquay United, realizando apenas 5 partidas.
Voltou ao Bristol Rovers em agosto do mesmo ano, e nesta segunda passagem atuou em 179 jogos. Defendeu ainda o Queens Park Rangers, entre 1991 e 1996, antes de regressar pela terceira - e última - vez ao Bristol Rovers em maio de 1996, onde iniciaria a carreira de técnico 3 meses depois. A aposentadoria definitiva como jogador foi oficializada em 1999.

## Carreira como técnico
Encerrada a carreira de jogador, Holloway continuaria no Bristol Rovers, agora apenas como treinador, até janeiro de 2001. Trabalhou ainda no Queens Park Rangers (2001-06), Plymouth Argyle (2006-07), Leicester City (2007-08), Blackpool (2009-2012) e Crystal Palace (2012-13). Seu último clube foi o Millwall, comandado por ele entre janeiro de 2014 e março de 2015, quando foi demitido por causa dos maus resultados Antes de deixar o Millwall, Holloway admitiu que não era popular entre os torcedores dos Leões.
Em novembro de 2016, Holloway foi oficializado como novo técnico do QPR, substituindo o ex-jogador holandês Jimmy Floyd Hasselbaink. É a segunda passagem dele como treinador do clube londrino.